# Barrio la Tecla
Barrio la Tecla är en ort i Mexiko, tillhörande kommunen Tepotzotlán i delstaten Mexiko. Barrio la Tecla ligger i den centrala delen av landet och tillhör Mexico Citys storstadsområde. Orten hade 565 invånare vid folkräkningen 2010.